# 陈德贵
陈德贵（1930年—），山西阳城人。中华人民共和国政治人物。

## 生平
1950年，加入中国共产党。历任山西省针棉织品公司副经理、山西省商业厅副厅长，山西省物价委员会副处长、山西省计委处长、副主任，山西省物价局局长、山西省商业厅厅长，山西省经委副主任，山西省财贸办公室主任。1988年，当选为山西省第六届政协副主席。是第七届省政协委员。